# 194 a.C.
Il 194 a.C. (CXCIV a.C. in numeri romani) è un anno  del II secolo a.C.

## Eventi
- Cina: viene stipulata la pace fra la dinastia Han e il popolo degli Hsiung-Nu.